# Icebreaker (Sanctuary – Génrejtek)
Az Icebreaker a Sanctuary – Génrejtek című kanadai sci-fi-fantasy televíziós sorozat negyedik évadjának hetedik epizódja.

## Ismertető
Henry és Declan MacRae egy csapattal egy abnormálisokat szállító jégtörő hajót kutat át, melynek teljes legénységét és az összes lényt holtan találják. A jelek arra utalnak, hogy valószínűleg egymással végeztek. Míg a történteket igyekeznek felgöngyölíteni illetve a világítás, fűtést újraindítani, megérkezik Helen Magnus és Will. A kutatás során két szobában óriási jégkockákba fagyott élőlényekre bukkannak. Az egyik fészekből kiolvasztanak egy lényt, hogy megvizsgálják, és kiderül, hogy egy korábbi epizódban megismert alakváltó lénnyel, a Migoijal van dolguk, mely telepatikus erejével nem valós dolgokat képes láttatni az emberekkel. A kissé felolvasztott jégkockából kiszabadul egy lény. Henry és Alistair, a másik vérfarkas az első, akik egymásnak esnek, mert egyikük megölte Terryt. A két vérfarkast összezárják egy kabinba, ám nem sokkal később máshol megtalálják az igazi Alistair holttestét. Addigra Henry már végez a barátjának alakját felvett Migoijal.
Miközben Henry és Declan a megmaradt jégbe fagyott Migoit igyekszik biztonságos helyre vinni, Will rájuk zárja az ajtót. Mire rájönnek, hogy ez sem valós, Magnus szól nekik, hogy Will eltűnt. Amikor azonban rátalálnak, egy újabb pár Will és Magnus jelenik meg, akik azt állítják, még csak most érkeztek a hajóra. Az igazi Magnus a jeges vízbe löki hamis mását, mire az visszaváltozik, közben a hamis Willt menekülés közben lelövik, így az is visszaalakul. Magnus, Will, Henry és Declan végül is magukkal viszik a Menedékbe a megmaradt Migoiok jégkockáit, hogy biztonságba helyezzék őket.

## Fogadtatás
Az epizód sikere kissé visszaesett az előző részhez képest, 21-én este 1,2 millió néző látta.